# Desirée Rossit
Desirée Rossit (* 19. März 1994 in Udine) ist eine italienische Hochspringerin.

## Sportliche Laufbahn
2011 nahm Deirée Rossit an den Jugendweltmeisterschaften 2011 in Lille teil und schied dort in der Qualifikation aus, wie auch bei den Junioreneuropameisterschaften 2013 in Rieti. 2015 belegte sie bei den U23-Europameisterschaften in Tallinn den sechsten Platz. Bei den Leichtathletik-Europameisterschaften 2016 landete sie mit einer Sprunghöhe von 1,89 auf dem 6. Platz. Es folgte die Teilnahme an den Olympischen Spielen in Rio de Janeiro, bei denen sie im Finale Platz 16 belegte. 

## Bestleistungen
- Hochsprung (Freiluft): 1,97 m, 10. Juni 2016 in Brixen[1]
  - Halle: 1,91 m, 31. Januar 2015 in Pordenone